# 계간 웹북
《계간웹북》2003년 12월에 창간된 계간 종합 문예지로 창간사를 통하여 '인터넷(웹)을 통한 순수문학의 채집과 기록이 그 목표이며 사명임'을 밝혔다. 창간호의 표제는 《시와 산문》이었으며, 통권 2호부터 《계간웹북》으로 그 명칭을 바꾸었다. 2018년 50호부턴 《마중문학》으로 개명했다. 발행인은 이용환이다.

## 웹 사이트
- 《계간웹북》 공식 홈페이지